# Parafia Matki Bożej Częstochowskiej w Miękiszu Starym
Parafia Matki Bożej Częstochowskiej w Miękiszu Starym − parafia rzymskokatolicka znajdująca się w archidiecezji przemyskiej, w dekanacie Radymno II.

## Historia
Pierwsze wzmianki w źródłach o Miękiszu pochodzą z 1468 roku. Miejscowość aż do 1511 roku należała do parafii w Radymnie.  W końcu XVI wieku powstała Wola Miękiska czyli obecny Miękisz Nowy.
W 1903 roku została poświęcona kaplica w ochronce sióstr Służebniczek Starowiejskich, wybudowana przez ks. Ludwika Bikowskiego z parafii w Laszkach. W 1957 roku budynek ochronki został rozebrany, a kaplicę poszerzono. Z powodu trudności stawianych przez władze państwowe, kaplicę wykończono i poświęcono dopiero w 1969 roku. W 1979 roku rozpoczęto rozbudowę kaplicy, według projektu arch. inż. Romana Orlewskiego. 26 kwietnia 1980 roku bp Ignacy Tokarczuk poświęcił rozbudowany kościół. 
1 lipca 1987 roku dekretem bpa Ignacego Tokarczuka w Miękiszu Starym została erygowana parafia, z wydzielonego terytorium parafii Laszki.
Na terenie parafii jest 824 wiernych (w tym: Miękisz Stary – 486, Charytany – 296, Wola Laszkowska – 42).
Proboszczowie parafii:
1987–2021. ks. kan. Czesław Grzebień.
2021– nadal ks. Mirosław Baran.

## Kościół filialny
W 1976 roku w Charytanach do kapliczki dobudowano prowizoryczne ściany i tam odprawiano nabożeństwa. W 1980 roku została poświęcona kaplica w zakupionym domu mieszkalnym. 
W 1985 roku rozpoczęto budowę murowanego kościoła filialnego, według projektu arch. inż. Henryka Sobolewskiego. 30 kwietnia 1988 roku bp Ignacy Tokarczuk, poświęcił kościół pw. św. Józefa Robotnika.